# Leptosphaeria australiensis
Leptosphaeria australiensis är en svampart som först beskrevs av Cribb & J.W. Cribb, och fick sitt nu gällande namn av G.C. Hughes 1969. Leptosphaeria australiensis ingår i släktet Leptosphaeria och familjen Leptosphaeriaceae.   Inga underarter finns listade i Catalogue of Life.